# Adam Kwapiński
Adam Kwapiński – polski projektant gier planszowych, twórca m.in. Nemesis i Frostpunk. Autor książki „Głowa pełna gier”. 

## Kariera
Zainteresowanie grami planszowymi wyrażał już na studiach doktoranckich w Instytucie Historii UMCS. Uważał, że akademicki sposób nauczania nie trafia do większości ludzi i szansę widział w grach edukacyjnych:
Naszym celem jest tworzenie dobrych gier. Czegoś dla ludzi, którzy chcą się dobrze bawić przy grach planszowych. Przekaz historyczny – chociaż niezwykle ważny – znajduje się na drugim planie. Dopiero kiedy zaoferujemy produkt będący dobrą grą, możemy liczyć na to, że będzie on mógł poprzez zabawę budować również świadomość historyczną pośród graczy.
W 2010 r. wraz z Jakubem Wasilewskim założył Fabrykę Gier Historycznych. Nazwa inicjatywy FGH wzięła się od warsztatów z projektowania gier, współprowadzonych przez Adama Kwapińskiego na uniwersytecie. Było to połączenie dwóch pasji – historii i gier. 
Debiutem wydawniczym FGH zostało W Zakładzie. Lubelski Lipiec '80. Akcja gry toczyła się w fabryce samochodów ciężarowych podczas strajków lubelskich 1980. Gra łączyła mechaniki worker placement i asymetrię rozgrywki. 
Oprócz działalności wydawniczej, FGH współtworzyło Lubelskie Centrum Gier Historycznych. Adam Kwapiński wspólnie z innymi członkami zespołu organizował cykle imprez dla dzieci i dorosłych, obracające się wokół gier planszowych. 

## Stworzone gry
- Arka zwierzaków (2014)
- Herosi (2015)
- Poczet królow polskich: Święci i grzesznicy (2016)
- InBetween (2017)
- Nemesis (2018)
- Lords of Hellas (2018)
- Dicetris (2021)
- Origins: Pierwsi Budowniczowie (2021)
- Frostpunk (2022)
- Knockdown (2022)
- Lords of Ragnarok (2023)

## Współtworzone gry
- W Zakładzie: Lubelski Lipiec '80 (2012)
- Sigismundus Augustus: Dei gratia rex Poloniae (2012)
- Teomachia (2012)
- Bohaterowie Wyklęci (2013)
- First to Fight (2014)
- Literaci Lubelszczyzny (2017)
- Hard City (2020)
- Dark Ages (2021)
- Terakotowa Armia (2022)